# Carme Parreño i Gibert
Carme Parreño i Gibert (Saragossa, 1856 - Barcelona, 15 de gener de 1924) va ser una primera actriu catalana.

## Biografia
Encara que va néixer a Saragossa —el seu pare era militar (comandant d'infanteria)—, ella va arribar a Barcelona quan només tenia 4 anys. Va treballar al teatre Romea amb la seva companyia titular. Va casar-se dues vegades, la primera amb el també actor Josep Molas i Pi i, en segones núpcies, amb l'autor dramàtic Antoni Ferrer i Codina.
S'inicià en el món del teatre aficionat el 1874 amb l'obra Flor de un dia, de Francesc Camprodón, i professionalment debutà el 1874 a Sitges amb El ferrer de tall, de Pitarra. Anà guanyant prestigi i experiència en companyies secundàries i en diversos teatres. El 1880 entrà a la companyia d'Iscle Soler al Romea, on romangué fins al 1890 quan, arran de les desavinences entre Lleó Fontova i l'empresa, aquest, juntament amb d'altres actors i actrius entre els quals Carme Parreño, decidiren marxar al Novetats sota la direcció d'Antoni Tutau.
Carme Parreño va ser la primera actriu de la història a interpretar el paper de Marta, de Terra Baixa, en l'estrena a Tortosa el 1897 sota la direcció de Teodor Bonaplata. En els anys següents s'incorporà al Teatre Principal de Barcelona i després tornà al Romea fins al 1909. A partir de 1910, en uns anys en què el teatre entrà en crisi, alternà el circuit teatral amb les companyies de teatre afeccionat i amb representacions en teatres comarcals.
Parreño coincidí en els anys teatrals de final de segle amb l'eclosió del teatre en català i ella es feu celebre, vinculada llargament amb el teatre Romea, al costat de Lleó Fontova, Iscle Soler, Teodor Bonaplata, Anna Monner o Jaume i Enric Borràs en les obres de Serafí Pitarra, Guimerà, Feliu i Codina o altres autors catalans.
Va morir el 15 de gener de 1924 i està enterrada al Cementiri de Sant Gervasi, de Barcelona.

## Trajectòria professional
- 1880, 10 d'octubre. En el paper de Cristina a l'obra La volva d'or de Josep Feliu i Codina. Estrenada al teatre Romea de Barcelona.
- 1880, 9 de novembre. En el paper d'Amparo a l'obra El dir de la gent de Frederic Soler. Estrenada al Teatre Romea de Barcelona.
- 1881, 25 de gener. En el paper de Carmeta a l'obra El xiu-xiu de Joan Molas i Casas. Estrenada al teatre Romea de Barcelona.
- 1881, 24 de març. En el paper de Donya Elvira a l'obra Dins Mallorca de Ramon Bordas i Estragués. Estrenada al teatre Romea de Barcelona.
- 1881, 20 de desembre. En el paper d'Esperança a l'obra El mas perdut de Josep Feliu i Codina. Estrenada al teatre Romea de Barcelona.
- 1882, 24 d'octubre. En el paper de Prudència a l'obra Una senyora sola de Joan Molas i Casas. Estrenada al teatre Romea de Barcelona.
- 1882, 7 de novembre. En el paper d'Angeleta a l'obra El timbal del Bruc de Frederic Soler. Estrenada al teatre Romea de Barcelona.
- 1883, 10 d'abril. En el paper d'Isabel de Cardona a l'obra El pes de la culpa de Francesc Ubach i Vinyeta. Estrenada al teatre Romea de Barcelona.
- 1883, 17 d'abril. En el paper d'Elvira a l'obra La nit de nuvis de Joan Molas i Casas. Estrenada al teatre Romea de Barcelona.
- 1883, 2 d'octubre. En el paper de Rosa-Maria a l'obra El llibre de l'honor de Frederic Soler, amb la col·laboració de Manuel Mata i Maneja. Estrenada al teatre Romea de Barcelona.
- 1884, 16 d'octubre. El trinc de l'or de Frederic Soler. Estrenada al Teatre Romea de Barcelona.
- 1885, 29 de gener. En el paper de Núria, 18 anys a l'obra Sota terra de Frederic Soler. Estrenada al teatre Romea de Barcelona.
- 1885, 16 de desembre. En el paper de Lídia a l'obra Otger d'Antoni Ferrer i Codina. Estrenada al teatre Romea de Barcelona.
- 1886, 2 de maig. En el paper de Palmira a l'obra El rústic "Bertoldo" de Frederic Soler en col·laboració de Joan Molas i Casas i Josep Feliu i Codina. Estrenada al teatre Romea de Barcelona.
- 1886, 21 de maig. El lliri d'aigua de Frederic Soler. Estrenada al teatre Romea de Barcelona.
- 1886, 7 d'octubre. En el paper de Gracieta a l'obra L'hereuet de Frederic Soler. Estrenada al teatre Romea de Barcelona.
- 1886, 21 d'octubre. En el paper de Donya Guadalupe a l'obra Un pis a l'Eixample de Josep Feliu i Codina. Estrenada al teatre Romea de Barcelona.
- 1887, 25 de gener. En el paper de La Reina Violant a l'obra Batalla de reines de Frederic Soler. Estrenada al teatre Romea de Barcelona.
- 1887, 17 de novembre. En el paper de Lluïsa a l'obra L'espurna de Joaquim Riera i Bertran. Estrenada al teatre Romea de Barcelona.
- 1888, 12 de gener. En el paper d'Irene a l'obra La comèdia social d'Antoni Ferrer i Codina. Estrenada al teatre Romea de Barcelona.
- 1890, 4 de febrer. Rei i monjo d'Àngel Guimerà. Estrenada al teatre Romea de Barcelona.
- 1890, 14 d'octubre. Sogra i nora, original de Josep Pin i Soler, estrenada al teatre Novetats de Barcelona (en el paper de Mrs. Price, Helena.)
- 1890, 2 de desembre. En el paper Donya Esperanceta a l'obra La sala d'espera d'Àngel Guimerà. Estrenada al teatre de Novetats de Barcelona.
- 1892, 8 de gener. En el paper de Clemència a l'obra El promès de Joaquim Riera i Bertran. Estrenada al teatre de Novetats de Barcelona.
- 1892, 11 de novembre. L'infern a casa de Frederic Soler. Estrenada al teatre Romea de Barcelona.
- 1892, 6 de desembre. En el paper d'Aurora a l'obra El moviment continu de Ramon Bordas i Estragués. Estrenada al teatre Romea de Barcelona.
- 1894, 23 de novembre. En el paper de Teresa a l'obra La marca de foc d'Antoni Careta i Vidal. Estrenada al teatre Romea de Barcelona.
- 1895, 12 de març. En el paper de Laura a l'obra La suripanta d'Antoni Ferrer i Codina. Estrenada al teatre Romea de Barcelona.
- 1895, 16 d'abril. En el paper d'Enriqueta a l'obra L'herència de l'oncle Pau de Conrad Colomer. Estrenada al teatre Romea de Barcelona.
- 1895, 27 de setembre. En el paper de La Glòria a l'obra Al cim de la glòria d'Antoni Careta i Vidal. Estrenada al teatre Romea de Barcelona.
- 1895, 4 de desembre. En el paper de Merceneta a l'obra Toreros d'hivern d'Antoni Ferrer i Codina. Estrenada al teatre Romea de Barcelona.
- 1896, 1 de maig. En el paper Rosa a l'obra El gec d'en Migranya de Teodor Baró. Estrenada al teatre Romea de Barcelona.
- 1902, 21 d'octubre. En el paper de Mariàngels a l'obra L'escolanet de la Pobla d'Anton Ferrer i Codina i de Francesc Giraldós. Estrenada al teatre Romea de Barcelona.
- 1903, 16 d'octubre. En el paper de Na Lola a l'obra Cavalleria Rusticana de Giovanni Verga, adaptació catalana de Carles Costa i Josep Maria Jordà. Estrenada al teatre Romea de Barcelona.
- 1906, 14 de febrer. En el paper de Caterina a l'obra La bona gent de Santiago Rusiñol. Estrenada al teatre Romea de Barcelona.
- 1906, 27 de març. En el paper de Senyora Rosària a l'obra L'Eloi d'Àngel Guimerà. Estrenada al teatre Romea de Barcelona.
- 1906, 2 d'octubre. En el paper de Virgínia a l'obra Arrels mortes de Joan Puig i Ferreter. Estrenada al teatre Romea de Barcelona.
- 1906, 13 de novembre. En el paper de Pura, 35 anys a l'obra Fugint del niu de Francesc Xavier Godó. Estrenada al teatre Romea de Barcelona.
- 1906, 20 de novembre. En el paper de Donya Lucrècia, 50 anys a l'obra Tot ha anat molt bé...és un noi! de Ramon Franqueza i Comas. Estrenada al teatre Romea de Barcelona.
- 1907, 20 de febrer. En el paper de Senyora Empar a l'obra La mare de Santiago Rusiñol. Estrenada al teatre Romea de Barcelona.
- 1908, 16 d'octubre. En el paper de Felipa a l'obra L'aranya d'Àngel Guimerà. Estrenada al teatre Romea de Barcelona.
- 1909, 27 de febrer. En el paper de Donya Felícia Colvert a l'obra El testament de la tia, original de Paul Gavault i R. Charvray, arranjament al català per Ramon Franqueza i Comas. Estrenada al teatre Romea de Barcelona.